# United National People’s Party
Die United National People’s Party (UNPP) ist eine politische Partei in Sierra Leone mit Sitz in der Hauptstadt Freetown.

## Wahlergebnisse
Bei den Parlamentswahlen 1996 erhielt die UNPP 21,6 % der Stimmen und gewann 17 der 68 Sitze. Der Kandidat der UNPP, John Karefa-Smart, wurde sowohl im ersten als auch im zweiten Wahlgang Zweiter hinter dem ehemaligen Staatspräsidenten Ahmad Tejan Kabbah und erhielt 22,62 % bzw. 40,5 % der Stimmen.
Bei den Wahlen vom 14. Mai 2002 erhielt die Partei 1,3 % der Stimmen und keine Sitze im Parlament, während ihr Kandidat bei den Präsidentschaftswahlen, Karefa-Smart, 1 Prozent der Stimmen erhielt.
Bei den Parlamentswahlen im August 2007 gewann die Partei keine Sitze im Parlament, und ihr Präsidentschaftskandidat Abdul Kady Karim belegte mit 7260 Stimmen, 0,39 % der Gesamtstimmen, den siebten und letzten Platz.
Bei den Wahlen fünf Jahre später gewann die UNPP 0,22 % der Stimmen, ihr Präsidentschaftskandidat Fullah James Obai, 0,2 %. 
Bei der Präsidentschaftswahl 2018 kam Saa Kabuta auf 0,1 Prozent. 